# Krzysztof Głowacki
Krzysztof Głowacki (* 31. Juli 1986 in Wałcz) ist ein polnischer Profiboxer und ehemaliger Weltmeister der WBO im Cruisergewicht.

## Amateurkarriere
Bei den Amateuren trainierte Głowacki unter anderem beim TBT Mińsk Mazowiecki und im Orzeł Wałcz. Er wurde 2002 Polnischer Kadettenmeister im Halbschwergewicht, 2003 Polnischer Juniorenmeister im Mittelgewicht, 2004 Polnischer Juniorenmeister im Schwergewicht, sowie 2005 Polnischer U20-Meister im Superschwergewicht. Zudem war er Teilnehmer der Kadetten-Europameisterschaften 2002 in der Ukraine und der Junioren-Europameisterschaften 2005 in Estland. Bei den Polnischen U20-Meisterschaften 2006 gewann er Silber.
Bei den Erwachsenen boxte er im Superschwergewicht und gewann bei den Polnischen Meisterschaften 2007 Silber und 2008 Bronze. Eine weitere Bronzemedaille gewann er bei den EU-Meisterschaften 2008 in Polen, nachdem er im Halbfinale gegen David Price ausgeschieden war. Gegen diesen unterlag er auch im Achtelfinale bei der europäischen Olympiaqualifikation 2008 in Italien.
Weitere Gegner seiner Amateurlaufbahn waren unter anderem Stefan Köber, Kubrat Pulew, Robert Helenius und Islam Timursijew.

## Profikarriere
Im Oktober 2008 wechselte er ins Profilager und gewann sein Debüt nach Punkten gegen Mariusz Radziszewski. Nach zehn weiteren Aufbausiegen schlug er im April 2011 Lewan Jomardaschwili (Bilanz: 21-3) vorzeitig in der dritten Runde. Gegen Roman Kracík (32-6) gewann er zudem im August 2011 die Polnische Meisterschaft.
Durch einen T.K.o.-Sieg gegen Felipe Romero (15-5) im August 2012, erhielt er den Interkontinentalen Meistertitel der WBO. Diesen verteidigte er jeweils durch K. o. gegen Matty Askin (14-1), Varol Vekiloglu (20-5) und Thierry Karl (31-5).
Am 31. Januar 2015 gewann er die Europameisterschaft der WBO durch einen einstimmigen Punktesieg gegen den Schweizer Nuri Seferi (36-6).
Am 14. August 2015 besiegte er im Prudential Center von Newark den deutschen WBO-Weltmeister Marco Huck (38-2) durch K. o. in der elften Runde und wurde dadurch neuer Titelträger. Seine erste Titelverteidigung gewann Głowacki am 16. April 2016 in Brooklyn einstimmig über zwölf Runden gegen Steve Cunningham (28-7), einem ehemaligen zweifachen IBF-Weltmeister im Cruisergewicht. Dabei gelangen dem Titelverteidiger auch vier Niederschläge.
Am 17. September 2016 verlor er den WBO-Gürtel in seiner zweiten Titelverteidigung durch eine Punkteniederlage an den ukrainischen Olympiasieger Oleksandr Ussyk, welcher 2013 ins Profilager gewechselt war und seinen erst zehnten Kampf bestritt.
Am 24. Juni 2017 besiegte er den ungeschlagenen Hizni Altunkaya (29-0) durch technischen Knockout in der fünften Runde, nachdem Altunkaya nicht mehr zur sechsten Runde angetreten war. Am 12. Mai 2018 besiegte er zudem den Kolumbianer Santander Silgado (28-4) durch K. o. in der ersten Runde. Silgado war 2012 WBA-Herausforderer von Denis Lebedew.
Am 10. November 2018 besiegte er den vom Ring Magazine auf Rang 6 der Weltrangliste geführten Russen Maxim Wlassow (42-2) einstimmig nach Punkten und wurde Interimsweltmeister der WBO im Cruisergewicht. Beim Kampf um den regulären WM-Titel der WBO verlor er am 15. Juni 2019 in Riga durch TKO in der dritten Runde gegen Mairis Briedis (25-1).
Am 20. März 2021 boxte er in London erneut um den WBO-Titel im Cruisergewicht, verlor jedoch durch KO in der sechsten Runde gegen Lawrence Okolie (15-0). Eine weitere Niederlage erlitt er am 21. Januar 2023 durch TKO in der vierten Runde gegen Richard Riakporhe (15-0).
2023 wurde Głowacki bei einer Dopingkontrolle positiv auf das anabole Steroid Boldenon getestet und von der britischen Anti-Doping-Agentur für vier Jahre gesperrt.